# Arystea
Arystea (gr. Aristea) – imię żeńskie pochodzenia greckiego. Oznacza: „szlachetna, arystokratka”.
Męska wersja imienia: Arysteusz.